# دامون بواتييه
دامون بواتييه (بالإنجليزية: Damion Poitier)‏ هو ممثل أمريكي، ولد في 4 يونيو 1982 بمانهاتن في الولايات المتحدة.

## أعمال

### أفلام
- (2009) ستار تريك[2][3][4]
- (2012) المنتقمون[5][6]
- (2016)  الحرب الأهلية[7][8][9]

## وصلات خارجية
- دامون بواتييه على موقع IMDb (الإنجليزية)
- دامون بواتييه على موقع قاعدة بيانات الفيلم (الإنجليزية)